# Surdeg

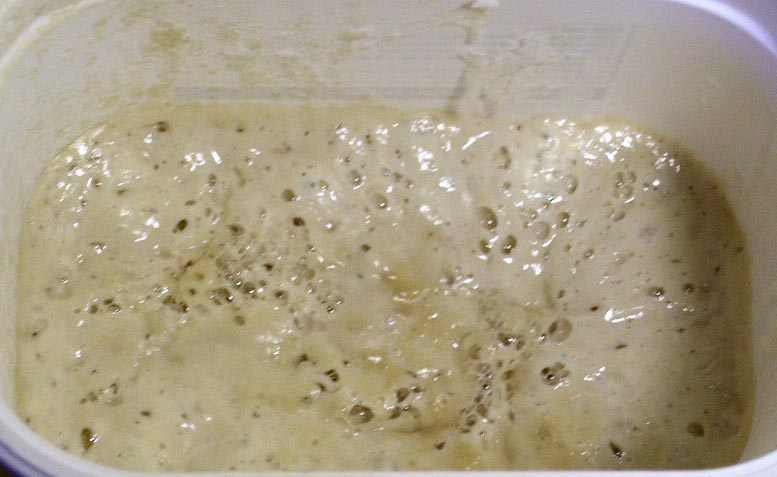
Surdeg

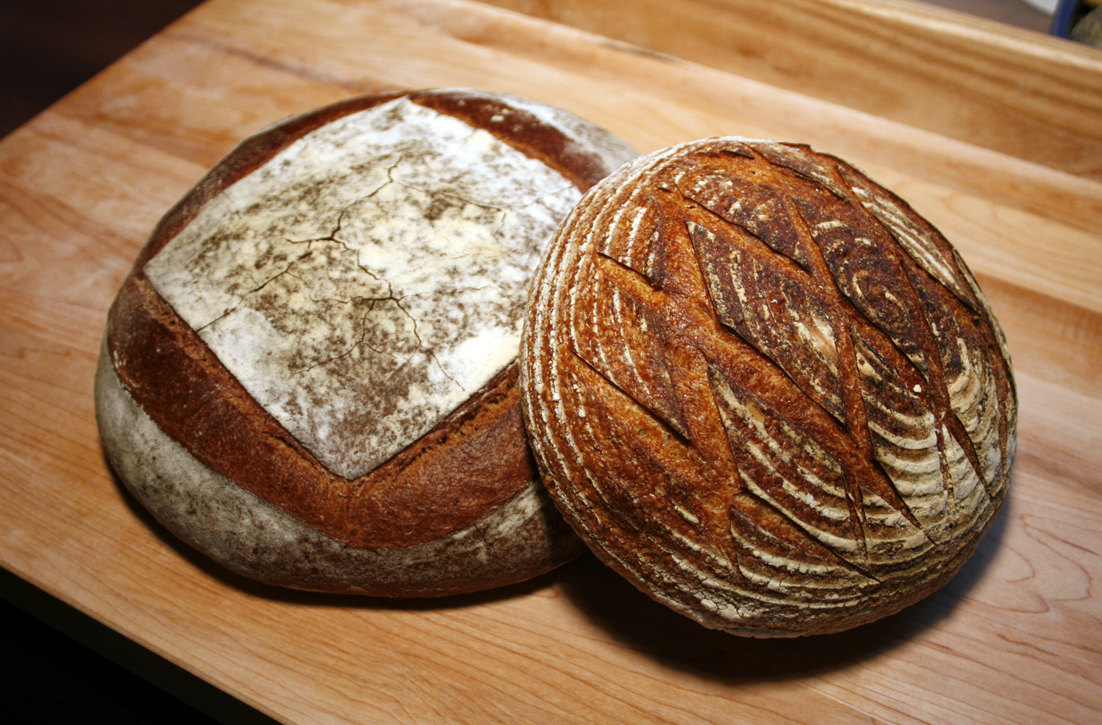
Två surdegsbröd

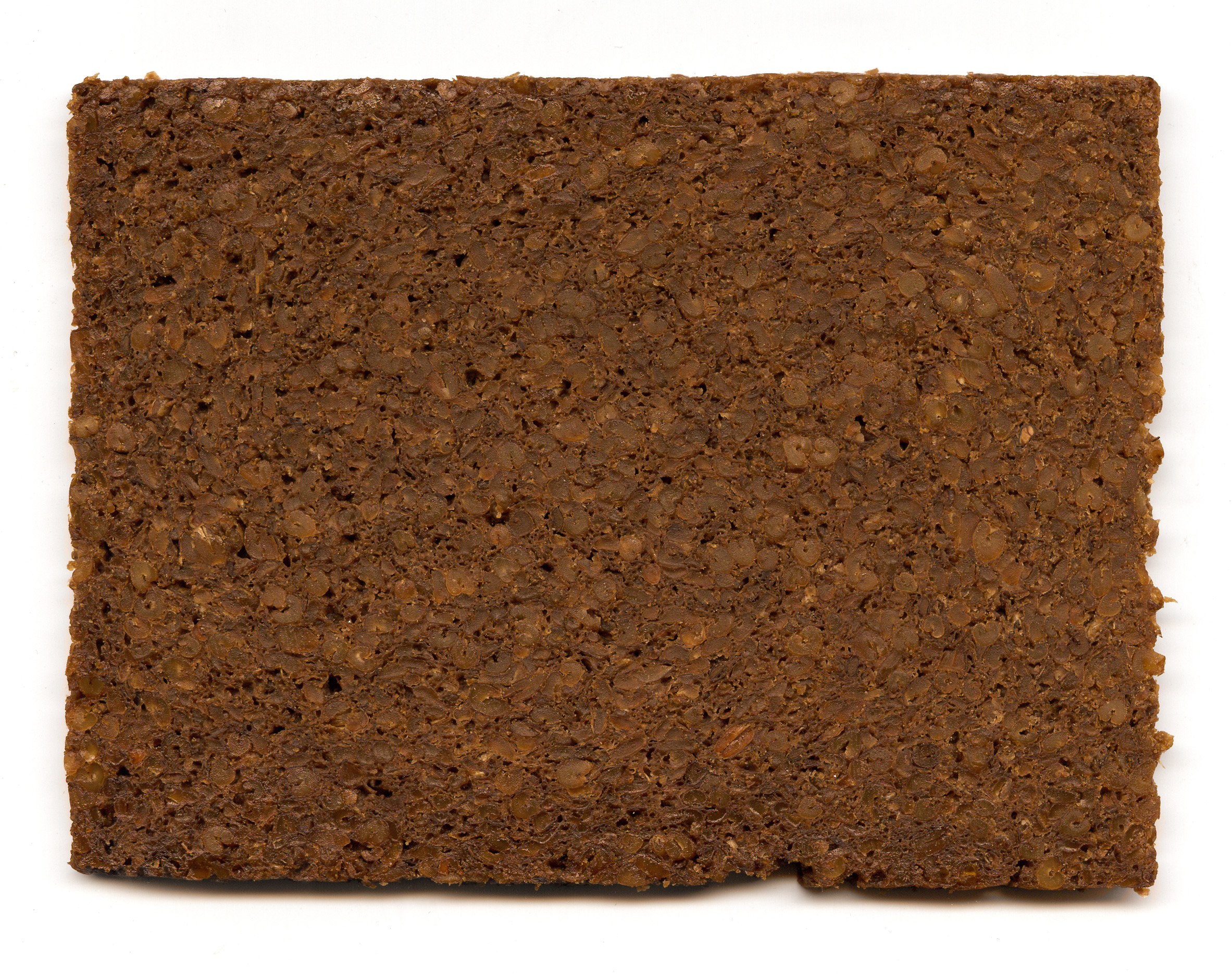
Det tyska surdegsbrödet pumpernickel

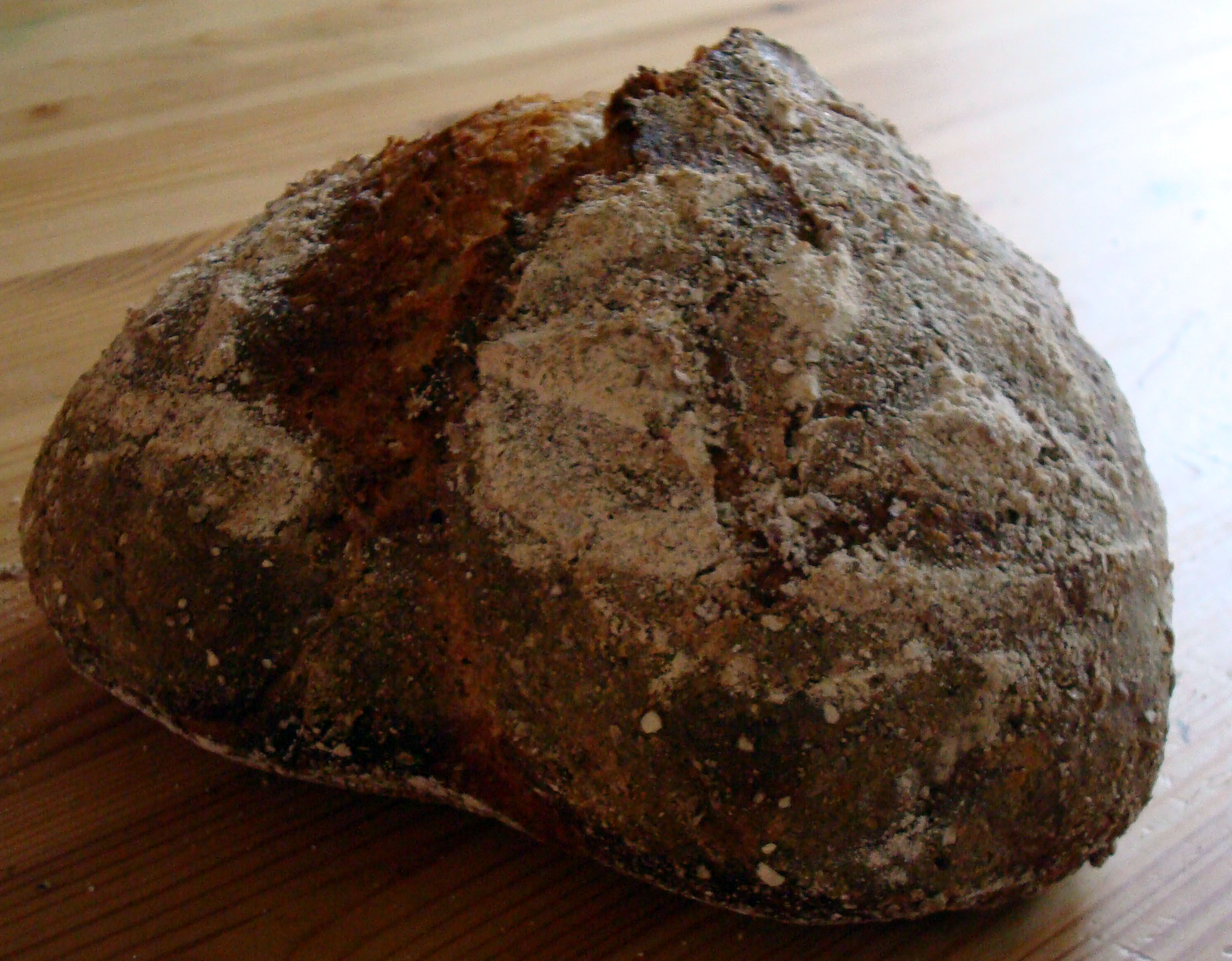
Svenskt surdegsbröd gjort på surdeg och rågmjöl

Surdeg är en deg med levande vildjäst- och mjölksyrabakterier-kultur, och som används som jäsämne i nyberedd deg vid bakning av bröd. Mer subjektiva påståenden är att den ger bröd med bredare smak och bättre struktur.
Surdegsbröd bakas med surdegssats (den förberedda kulturen), vatten, rågmjöl och/eller vetemjöl samt salt som basdeg, till vilken kryddor, nötter, frukt osv. kan tillsättas. Surdegar har oftast långa jästider på 3-48 timmar. Under den långjäsningen, som ofta sker i sval temperatur, utvecklas många smakämnen som ger brödet en tydlig surdegskaraktär.

## Historia
Surdegar har använts i tusentals år. Den nämns i flera religiösa skrifter, bland annat flera gånger i Bibeln, och anses komma ifrån Egypten för cirka 6 000 år sedan. Bagerijäst började användas först på 1800-talet.

## Funktion
Surdeg bildas i rumstemperatur när jäst och mjölksyrabakterier får växa i mjöl och vatten. En surdegskultur består normalt av en symbiotisk blandning av jäster och laktobakterier (Lactobacillus spp.). En vanlig kombination är jästarterna Candida milleri eller Saccharomyces exiguus tillsammans med Lactobacillus sanfranciscensis, men den exakta sammansättningen varierar beroende av mjölets sädesslag, temperatur, lokal miljö med mera. Normalt används vete- eller rågmjöl för att göra surdeg och ger då en vetesurdeg eller en rågsurdeg. Mikroorganismernas symbiotiska förhållande gör att surdegen får bra hållbarhet genom att andra mikroorganismer inte så lätt kan angripa surdegen. Både jästen och laktobakterierna bidrar till att producera den koldioxid som gör att degen ökar i volym under jäsningen. Laktobakterierna – som är av samma typ som i till exempel yoghurt – ger ofta men inte nödvändigtvis en karakteristisk syrlig smak på brödet. Den syrliga smaken kommer från mjölk- och ättiksyra som bildas av laktobakterierna i degen. Hur syrligt det surdegsbakade brödet ska smaka kan styras genom att reglera jästiden och hur degen bearbetas under jäsprocessen. Särskilt mögelangrepp på det färdiga brödet minskas genom användning av surdeg, men även "uttorkningen" (som faktiskt beror på att mer vatten binds till proteinerna i brödet) går långsammare. Vidare innebär fermenteringen att mineralerna (järn, magnesium, zink m.fl.) i mjölet upptas effektivare i kroppen.

## Tillredning
Vid sättning av rågsurdeg blandar man i volym räknat lika delar vatten och exempelvis grovt rågmjöl, vilket i vikt ger 1,5 till 2 delar vatten till en del mjöl, medan vetesurdegar ligger närmare 1:1. Smeten förvaras sedan i jämn temperatur mellan 20°C och 30°C i ett kärl med möjlighet till luftutbyte (från en liten glasburk utan lock till en stor hink täckt med bakduk beroende på hur mycket surdegsgrund som behövs) med daglig omrörning. Tillväxttiden varierar, och till nederkant i sammanhanget räknas tre till fyra dagar. När den börjat bubbla livligt är den redo att användas till bakning. En surdegsgrund kan förvaras under lång tid genom att slå ut större delen av innehållet och sedan en gång i veckan underhållsmata med samma proportioner mjöl och vatten som vid sättningen, alternativt förvara i kyl i upp till tre till fyra veckor.. 

## Användning
Surdeg kan på flera vis ge deg med önskvärda egenskaper. Dels en som direkt efter lämplig jästid kan användas till brödbakning, dels olika typer av fördegar. Till exempel är levain vanlig i bland annat Frankrike, som används som jäsmedel för en huvuddeg. I olika bröd används antingen vetesurdeg, rågsurdeg eller en blandning.
Vid bakning med surdeg av det slag som kräver att jäst tillsätts vid bakning tillsätter man något mindre än den mängd jäst man skulle tillsätta vid ett bak utan surdeg, exempelvis halva jästmängden.